# 비너 차이퉁
비너 차이퉁(독일어: Wiener Zeitung)은 오스트리아의 신문이다. 이 신문은 유럽에서 가장 유명한 신문 중 하나이며 세계에서 가장 오래된 신문 중 하나이다. 오스트리아 정부가 공식 발표를 위해 사용하는 공식 간행물이다.
2002년에 비너 차이퉁은 우파자유주의 신문 디 프레세, 좌파자유주의 신문 데어 슈탄다르트, 가톨릭 신문 잘츠부르거 나히리히텐과 함께 오스트리아의 4대 신문에 선정되었다.

## 역사
당시 대부분의 신문이 그러했듯 비너리셰스 디아리움(Wiennerisches Diarium)도 처음에는 국내 및 국제 뉴스를 게재하였다. 그 후 매주 수요일과 토요일에 발행되는 주 2회 정기 간행물이었다.
1780년, 이 신문은 <비너 차이퉁>으로 이름을 변경하였다. 1812년부터는 관보를 발행하는 공식 정부 신문이 되었다. 그 후 화요일에 추가 발행을 통해 주 3회가 되었고, 1813년부터는 일간지가 되었다. 1857년부터 1997년까지 오스트리아 국영 인쇄소(Österreichischen Staatsdruckerei)에서 발행하였다. 1998년, 비너 차이퉁 GmbH가 설립되었다. 이로써 신문과 부록, 전자 신문, 출판사, 시민에게 제공되는 온라인 서비스가 통합되었다. 그러나 정부는 여전히 신문의 발행인이다.
1855년 4,500부였던 발행 부수는 현재 약 24,000부로 증가하였다. 1995년부터는 공식 웹사이트에서 독일어로 제공되는 전자 버전도 발행하고 있다.
또한 비너 차이퉁은 오스트리아 공화국의 공식 출판 기관으로, 오스트리아 회사 명부(Firmenbuch)를 확인할 수 있는 공식 저널(Amtsblatt zur Wiener Zeitung)을 발행하고 있다.
1999년부터 법무부는 인터넷에 법령을 게시하기 시작했으며 2000년 1월 1일부터는 정부 간행물의 전자 버전만 공식적으로 발행하고 있다. 그러나 신문은 공식 저널의 종이 버전을 계속 인쇄하고 있었다.
2009년 9월, 오스트리아의 정보 포털인 HELP.gv.at의 편집 관리를 인수하였다. HELP.gv.at는 임신, 결혼, 운전면허증 등 170가지 상황에 대한 정보를 제공한다. 이 플랫폼은 취해야 할 단계에 대한 정보를 제공하고, 시민의 질문에 답변하거나 적절한 장소 또는 작성해야 할 양식으로 연결되는 링크로 안내한다.
2012년부터 2014년까지 빈 관련 주제에 대한 백과사전을 만드는 것을 목표로 하는 WienWiki를 운영하였다.
2023년 4월, 2023년 7월 1일자로 인쇄판 발행을 종료한다고 발표하였는데, 이 발표는 오스트리아 정부의 공식 발표가 분리되어 별도의 플랫폼에 게시되는 것과 동시에 이루어졌으며, 이로 인해 일간지 수익의 대부분을 빼앗기게 되었다.
비너 차이퉁은 116,839일, 즉 300년 이상 존재한 후 2023년 6월 30일 마지막 호를 발행하였다.